# Шант (Горња Саона)
Шант (фр. Chantes) насеље је и општина у источној Француској у региону Франш-Конте, у департману Горња Саона која припада префектури Везул.
По подацима из 2011. године у општини је живело 127 становника, а густина насељености је износила 19,33 становника/km². Општина се простире на површини од 6,57 km². Налази се на средњој надморској висини од 220 метара (максималној 262 m, а минималној 201 m).

## Демографија
| 1962. | 1968. | 1975. | 1982. | 1990. | 1999. | 2011. |
| ----- | ----- | ----- | ----- | ----- | ----- | ----- |
| 167   | 160   | 119   | 109   | 110   | 112   | 127   |

График промене броја становника у току последњих година